# بهادر وند
بهادروند، یکی از ۱۲تیره طایفه شهنی است، که خود دارای ۷ اولاد می‌باشد. مردم این طایفه به زبان لری گویش بختیاری صحبت می کنند

## تقسیمات
هفت اولاد تیره بهادروند شهنی عبارتند از:
۱. اولاد فتح‌الله
۲. اولاد نادر
۳. اولاد محمدخان
۴. اولاد عبده خان
۵. اولاد ذوالفقار
۶. اولاد هیبت‌الله
۷. اولاد عبدالعظیم